# 劉讓 (成化辛丑進士)
劉讓（1443年—？年），字允謙，四川順慶府廣安州人，軍籍。

## 生平
四川鄉試第十七名舉人。成化十七年（1481年）中式辛丑科三甲第七名進士。

## 家族
曾祖劉居仁；祖父劉福壽；父親劉漢良。母林氏；繼母張氏。